# Coleophora lurida
Coleophora lurida é uma espécie de mariposa do gênero Coleophora pertencente à família Coleophoridae.